# Shing Mun Reservoir
Shing Mun Reservoir (kinesiska: 城門水塘, 城门水塘) är en reservoar i Hongkong (Kina). Den ligger i den norra delen av Hongkong. Shing Mun Reservoir ligger 183 meter över havet. Arean är 0,45 kvadratkilometer. Runt Shing Mun Reservoir är det i huvudsak tätbebyggt. Den sträcker sig 1,4 kilometer i nord-sydlig riktning, och 0,8 kilometer i öst-västlig riktning.